# La Rinconada (Formosa)
Pour les articles homonymes, voir La Rinconada.
La Rinconada est une localité argentine située dans le département de Bermejo, province de Formosa. Elle possède une école agro-technique.